# La monaca di Monza (film 1947)
La monaca di Monza è un film del 1947 diretto da Raffaello Pacini.

## Trama
La giovane Gertrude viene costretta dalla famiglia a farsi monaca. Ben presto cede alla corte del conte Egidio, tanto audace quanto criminale. 
Il fratello di Gertrude affronta Egidio in duello ma ha la peggio, Egidio convince la sua amante che raggiungendo Roma potranno chiedere al Papa lo scioglimento dei voti ma la coppia si ferma a Firenze dove vengono scoperti. Egidio riesce a fuggire mentre Gertrude viene riportata a Milano dove dopo un colloquio con il cardinale Federico Borromeo capisce i suoi errori e chiede di rientrare in convento per scontare le sue colpe.
Egidio la raggiunge e cerca di nuovo di convincerla a fuggire con lui ma lei questa volta non cede e lo allontana. Verrà ucciso dai soldati del principe di Leyva.